# Broussaisia
Broussaisia é um género botânico pertencente à família Hydrangeaceae.